# Pierogi karelskie
Pierogi karelskie (fiń. karjalanpiirakat) – fińska potrawa mączna, rodzaj płaskiego pieroga otwartego, składającego się z dwóch warstw: spodniej z ciasta z mąki żytniej lub pszennej, oraz wierzchniej, wykonanej z purée ziemniaczanego lub gotowanego ryżu. Podaje się na gorąco, często z munavoi – smarowidła wykonanego z jajek i masła. Produkt z oznaczeniem Gwarantowana tradycyjna specjalność (GTS).

## Historia
Pierogi karelskie rozprzestrzeniły się w XVII w. na terenie dzisiejszej południowej Finlandii, a z czasem na obszarze całego kraju i Szwecji. Pierwsza pisemna wzmianka o pierogach pochodzi z 1686 roku.

## Opis
Pieróg karelski to rodzaj otwartego od góry płaskiego pieroga o eliptycznym kształcie i długości od 7 do 20 cm. Pieróg składa się z dwóch warstw: cienkiej warstwy spodniej z ciasta z mąki żytniej lub pszennej (warstwa spodnia stanowi ok. 1/3 pieroga) oraz wierzchniej – nadzienia wykonanego z purée ziemniaczanego, gotowanego jęczmienia lub ryżu lub też z ugotowanych warzyw (marchwi, rzepy lub duszonej kapusty) albo gotowanych grzybów (nadzienie stanowi ok. 2/3 pieroga).
Przygotowanie pierogów karelskich rozpoczyna się od wykonania nadzienia, następnie przygotowuje się ciasto z mąki żytniej lub pszennej, wody i soli, które rozwałkowywane jest na cieniutkie spody o eliptycznym kształcie. Na środek nakładane jest nadzienie, po czym krawędzie ciasta są zawijane i dociskane.
Pierogi piecze się przez 15–20 minut w piekarniku nagrzanym do ok. 250–300 °C. Pierogi często smaruje się po upieczeniu lub podgrzaniu masłem, olejem lub wodą z mlekiem.
W 2007 w głosowaniu na fińskie danie narodowe zorganizowanym przez gazetę „Iltalehti” pierogi karelskie zajęły trzecie miejsce, otrzymując 12,14% głosów. W 2016 w podobnym głosowaniu zorganizowanym przez Suomalaisen ruokakulttuurin edistämissäätiö ELO pierogi karelskie ponownie zajęły trzecie miejsce, otrzymując 6 679 głosów (17,6%).
3 grudnia 2008 roku pierogi karelskie zostały wpisane do unijnego rejestru jako fińska „Gwarantowana tradycyjna specjalność” (GTS).